# Ruach Planitia
La Ruach Planitia è una struttura geologica della superficie di Tritone.